# Orchestina moaba
Orchestina moaba är en spindelart som beskrevs av Chamberlin och Ivie 1935. Orchestina moaba ingår i släktet Orchestina och familjen dansspindlar. Inga underarter finns listade i Catalogue of Life.